# L'arte francese della guerra
L'arte francese della guerra è  un romanzo di Alexis Jenni del 2011.
Il titolo è una citazione evidente del trattato classico cinese L'arte della guerra del generale Sūnzǐ (VI-V secolo a.e.v.), con riferimento al ventennale impegno bellico francese negli anni Quaranta e Cinquanta, dalla Seconda guerra mondiale alle guerre coloniali.

## Trama
Il romanzo alterna capitoli ambientati nel tempo presente della narrazione (il 1991), chiamati “Commentari”, nei quali il punto di vista è un narratore senza nome, a altri ambientati nel passato, nei quali il punto di vista è Victorien Salagnon, chiamati “Romanzi”
Commentario I‘'La partenza per il Golfo degli spahis di Valence'’
Il narratore, il cui nome non viene mai pronunciato, è un insegnante poco motivato e assenteista in crisi di identità. Il giorno in cui gli Stati Uniti bombardano e poi invadono l’Iraq, colpevole di avere annesso il Kuwait, iniziano le sue riflessioni sulla violenza: non solo sulla guerra, ma sulla disparità tra i morti occidentali, conosciuti uno per uno con nome e cognome, e gli innumerevoli caduti anonimi del terzo mondo. Licenziato per scarso rendimento, si riduce a distribuire volantini nelle buche delle lettere. Durante una pausa del lavoro conosce in una brasserie dell'immaginaria limitrofa città di Voracieux-les-Bredins (probabilmente trasfigurazione di comuni satelliti di Lione, come Rillieux-la-Pape, Vaulx-en-Velin o Meyzieu) un ex paracadutista di oltre 60 anni veterano delle guerre di Indocina e d'Algeria. Lo incontra di nuovo in seguito al Marché-aux-Artistes di Lione, dove in compagnia della moglie Eurydice espone in qualità di pittore una quantità di disegni a china, soggetti esotici e scene di vita militare. Il narratore rimane così colpito da chiedergli di insegnargli a disegnare.
Romanzo I‘'La vita dei ratti'’
Racconta l'adolescenza di Salagnon durante l'occupazione tedesca, il comportamento ambiguo del padre che non vuole urtare gli occupanti nazisti né precludersi i contatti con la Resistenza. Victorien vorrebbe seguire la carriera artistica, ma in famiglia preferiscono studi utili a un futuro mestiere. Durante un tentativo di scrivere slogan contro l'occupazione su un muro, il suo amico viene ucciso dalla ronda tedesca. In casa con loro vive anche il fratello del padre, militare fuggito dal campo d'internamento nazista in cui era stato rinchiuso alla sconfitta della Francia.
Commentario II‘'Ho avuto giorni migliori e li ho lasciati andare'’
Il protagonista ha perduto il lavoro, la casa e la moglie; chiuso in un modesto appartamentino affacciato sui tetti, rievoca momenti del passato, come la volta in cui compromise la relazione con una donna acquistando in macelleria una quantità di tagli ripugnanti, interiora e sangue e una testa intera di vitello che poi cucinò per gli ospiti. È come se avesse cercato di forzare i limiti della propria relazione mettendo alla prova la capacità di resistenza della donna a questa metafora culinaria degli orrori della vita.
Romanzo II‘‘Darsi alla macchia in aprile’’
L'adolescente Salagnon, partito per i campi di lavoro giovanili insieme allo zio, si ritrova aggregato a una formazione di partigiani; evidentemente il fratello di suo padre è rimasto in contatto con la resistenza dopo la prigionia. Stupisce tutti con la sua abilità nel disegno: utilizzando la carta che avvolge le munizioni paracadutate dagli alleati, disegna le montagne e fa il ritratto a tutti i compagni, che fanno a gara per apparire nei suoi disegni.
Commentario III‘‘Una prescrizione antalgica alla farmacia di turno’’
Uscito nel cuore della notte alla ricerca di una farmacia di turno, a causa di un'infezione virale alla gola e alla cavità orale, il narratore percepisce la tensione e la violenza che attraversano la città: “Il corpo sociale è malato. Costretto a letto, trema di febbre. Non vuole sapere più nulla di ciò che accade fuori. “So bene che una metafora organica della società è una metafora fascista; ma i problemi che abbiamo possono essere descritti in maniera fascista. Abbiamo problemi di ordine, di sangue, di suolo, problemi di violenza, problemi di potenza e di uso della forza.” Al ritorno vede che la polizia ferma un ragazzo di colore, arrestato per “resistenza all'arresto”, e si rende conto che lui in quanto bianco sarebbe stato trattato in maniera differente.
Romanzo III‘‘L'arrivo al momento giusto della colonna degli zuavi’'
Racconta la breve guerriglia di Salagnon con i partigiani e l'incontro con quella che diventerà sua moglie per tutta la vita: Eurydice, la figlia del dottor Kaloyannis, medico ebreo greco che vive a Algeri, che partecipa alla liberazione al seguito delle Forze francesi delle colonie d'Africa.
Commentario IV‘‘Qui e laggiù’’
Una volta la settimana il narratore si reca a Voracieux-les-Bredins per prendere lezione di disegno a casa di Victorien Salagnon. Qui conosce un suo amico, a sua volta ex paracadutista, Mariani. Eurydice non lo sopporta: Mariani è sciovinista e razzista, e milita nei GAFFES, un'organizzazione di estrema destra, ma Salagnon lo considera un vecchio amico perché gli salvato la vita nella giungla indocinese.
Romanzo IV‘‘La prima volta, e ciò che fece seguito’’
Alla fine della guerra Victorien Salagnon non riesce a integrarsi nella famiglia; al ricordo dei sotterfugi del padre per non irritare i tedeschi, riesce solo a provare disprezzo. Si reca a trovare il dottor Kaloyannis e sua figlia a Algeri, dove nel frattempo è scoppiata violenta la rivolta araba per l'indipendenza. Non riesce a capire come sia possibile che il dottore rinneghi gli ideali di uguaglianza per i quali entrambi hanno combattuto. Ignorando la propria vocazione artistica, si arruola nell'esercito, imitando ancora una volta lo zio.
Commentario V‘‘L'ordine fragile della neve'’
Mariani è pesantemente armato, e si diverte a puntare i passanti fuori dalla finestra di casa Salagnon. Il narratore lo ritiene pericoloso, ma Salagnon lo considera innocuo perché in 15 anni di esistenza i GAFFES non hanno mai sparato un colpo se non nel club di tiro-a-segno. Il narratore intanto apprende i rudimenti del disegno e la leggerezza dinamica degli artisti cinesi e giapponesi.
Romanzo V‘‘La guerra in questo giardino di sangue’’
Victorien Salagnon arriva con il grado di tenente nell'Indocina, dove è in corso la guerriglia del Việtminh per l'indipendenza dalla Francia. Dopo una breve esperienza nell'Annam viene trasferito a nord, dove presta servizio anche suo zio. Inviato dal colonnello Trambassac su un'isola della baia di Hạlong, vi recluta dei pescatori che poi comanda in missioni anti-guerriglia sulle montagne. La sua sparuta compagnia di reclute viene però sterminata in un agguato, Salagnon si salva per caso. Rientrato nella capitale Hànội, viene aggregato come ufficiale a un reparto di montanari Thai; suo collega è un giovane ufficiale appena giunto dall'Accademia, Mariani.
Nella giungla, rilevano un presidio di controllo in una zona probabilmente infestata dal Việtminh. Una notte si accorgono che nella foresta sotto di loro passa una grossa formazione di guerriglieri, probabilmente un'intera divisione, ma non tentano nulla per timore di essere spazzati via; il giorno successivo arrivano paracadutisti e truppe meccanizzate francesi, i việt si ritirano. Salagnon assiste all'interrogatorio di un abitante del vicino villaggio e alla sua fucilazione. I việt tornano in forze a assaltano d'impeto il posto di controllo, gli occupanti sono costretti a fuggire nella giungla, di notte, inseguiti dai guerriglieri. Salagnon viene ferito a una gamba da una scheggia di granata, e trasportato in spalla da Mariani fino all'ospedale da campo dei francesi in ritirata, perché il Việtminh è all'offensiva in tutto il Tonchino.
Dopo l'operazione chirurgica, Salagnon è inviato in licenza a Hànội, dove riprende a dipingere. Continua a inviare disegni e lettere a Eurydice, che non gli risponde mai. Un giorno viene notato da un vecchio vietnamita che gli parla in perfetto francese dell'arte del pennello. Seguendo il proprio istinto, Salagnon gli domanda di insegnargli ciò che sa; il vecchio, un nobile annamita, gli mostra i rotoli che ha dipinto. Per qualche tempo durante la convalescenza Salagnon frequenta il pittore, finché un giorno lo trova trucidato con un colpo alla nuca, accasciato sui disegni. Lo zio lo disillude: non sarà possibile trovare un colpevole. Việtminh? Servizi segreti? Vendetta personale? Gelosia? Qui in Indocina tutto appare obliquo, impermeabile ai valori occidentali.
Commentario VI‘‘La vedevo da sempre, ma non avrei mai osato parlarne con lei’’
Victorien Salagnon porta ancora al collo, dopo decine di anni, un piccolo Buddha d'argento appartenuto a un việt colpito un attimo prima di sparare a lui. Lo considera il suo talismano. I GAFFES di Mariani ottengono dal sindaco di Voracieux-les-Bredins misure di controllo per gli immigrati, che continuano a considerare nemici come ai tempi della guerra d'Algeria; ma il narratore discute spesso le posizioni razziste di Mariani, che Salagnon non condivide: “Se le guerre servono a fondare un'identità, abbiamo davvero fallito. Queste guerre che abbiamo fatto hanno distrutto il piacere di stare insieme, e quanto le raccontiamo, adesso, affrettano ancora la nostra decomposizione. Non abbiamo capito nulla. Non c'è nulla di cui possiamo andare fieri.” .”  Verso la fine del capitolo il narratore torna a innamorarsi di una donna che vede passare nel quartiere. Trova il coraggio di avvicinarla e dopo un inizio incerto cominciano una relazione.
Romanzo VI‘‘Guerra trifida, esagonale, dodecaedrica; mostro autofago'’
Evacuata l'Indocina dopo la sconfitta, Mariani e Salagnon vengono trasferiti a Algeri dove è scoppiata la rivolta per l'indipendenza dalla Francia. Il colonnello Trambassac guida le operazioni illegali contro i sospetti, che vengono arrestati in massa a migliaia e trasferiti nei sotterranei di una villa moresca, dove sono torturati. Colpevoli e innocenti vengono trattati allo stesso modo, anche se la città è comunque devastata dal terrorismo. Salagnon ha dubbi sull'efficacia delle misure di prevenzione e repressione, Mariani no. Un giorno incontra il dottor Kaloyannis, che non sa della sua presenza a Algeri. La figlia si è sposata ma non è felice; appena ritorna in contatto con Victorien, è come se l'avesse atteso per questi dodici anni. Finalmente iniziano una relazione. Intanto, sconfitta a Algeri, la resistenza si trasferisce in montagna, i parà cono inviati a controllare il territorio e snidare i combattenti, in un tragico riflesso contrario di quando combattevano gli occupanti nazisti. La lotta si fa totale, malgrado le vittorie i Pieds-noirs, i coloni francesi, sono sempre più isolati. Un giorno i parà vengono riportati in Francia e smobilitati, ma Salagnon e Mariani danno le dimissioni dall'esercito; ripartono in aereo per Algeri con l'intenzione di portare in salvo Eurydice. Il marito, che si oppone a oltranza all'evacuazione dell'Algeria, minaccia Salagnon con un'arma ma viene ucciso da Mariani. I tre volano in Francia, ma il dottor Kaloyannis decide di rimanere.
Commentario VII‘‘Guardavamo senza comprendere il corso dei morti’’
Recatosi a vedere al cinemaLa battaglia di Algeri, film di Gillo Pontecorvo a lungo proibito nelle sale francesi, il narratore sente venire meno il senso documentario, realistico dell'opera quando scopre che il carro armato che appare in una scena non è francese bensì sovietico, messo a disposizione dal governo algerino al regista italiano. Lui e la sua nuova compagna continuano a frequentare Salagnon il quale, al contrario di Mariani, è convinto che i venti anni di guerra attraversati insieme abbiano inciso una ferita indelebile nella società, persino nella lingua francese: una ferita peggiore delle torture inflitte ai vietnamiti e agli algerini, vale a dire la separazione del corpo sociale, la sommaria distinzione per razza, “noi” e “loro”: “Abbiamo creato un mondo in cui a seconda della forma del viso, a seconda della pronuncia del nome, a seconda della maniera di modulare una lingua che è comune, si è sudditi o cittadini.” Il romanzo si chiude con i cupi bagliori di una rivolta etnica nelle periferie che rischiarano la notte, mentre il narratore ritrova a letto con la sua compagna la gioia del sesso perduta all'inizio della narrazione, con la propria crisi di identità.

## Critica
L'arte francese della guerra è l'esordio letterario di Alexis Jenni, professore di Scienze naturali in un liceo di Lione che si diletta di scrittura almeno dai primi anni Novanta. Dopo avere scritto due romanzi, il primo dei quali rimasto nel cassetto e il secondo respinto dall'editore Gallimard al quale l'aveva inviato in visione, arriva alla pubblicazione nell'agosto 2011 con questo lungo romanzo. Il testo fu spedito via posta solamente a Gallimard, che stavolta lo accettò, felicitandosi di avere avuto ragione nel respingere il precedente dal momento che la giuria del premio Goncourt, il più prestigioso dell'editoria francese, lo dichiarò vincitore con 5 voti a favore e 3 contrari (questi voti andarono a “La vergine dei sussurri” di Carole Martinez).

Tra gli esclusi Delphine de Vigan con Niente si oppone alla notte, biografica romanzata della madre morta suicida, che dopo essere stato scartato in finale dai giurati arrivò primo nelle classifiche di vendita 2011 (con 164 779 copie a fine novembre), fatto piuttosto inusuale rispetto al vincitore annuale del Goncourt (sempre entro novembre 2011, Jenni vendette 105 827 copie).
L'autore sostiene di avere scritto il suo romanzo durante le pause tra le lezioni al liceo, seduto al tavolo di un caffè, perché ha bisogno di movimento intorno per essere creativo. La scrittura richiese cinque anni di lavorazione, e si inserì nel dibattito culturale sull'identità francese durante la presidenza Sarkozy.